# Ivan VIII., protupapa
Protupapa Ivan VIII.,  katolički protupapa 844. godine. 